# 世にも奇妙な物語 春の特別編 (2001年)
『世にも奇妙な物語 春の特別編』（よにもきみょうなものがたり はるのとくべつへん）は、2001年4月5日（木曜）21:00 - 23:24（JST）にフジテレビ系列で放映された『世にも奇妙な物語』シリーズの一つ。ストーリーテラーはタモリ。

## 友達登録
- 主演：深田恭子

## 株式男
- 主演：市川染五郎

## 太平洋は燃えているか?
キャスト
- 本田時生：川岡大次郎
- 本田正生：草野康太
- 官僚：清水綋治
- 総理：石田太郎
- 機長：大高洋夫
- 副操縦士：神保悟志
- 軍事アナリスト：陰山泰
- 幕僚長：湯浅実
- 物理学者：市川勇
- ジャンボ機長（声）：瀬戸陽一朗
- レーダー技師：佐藤誓
- 通信士：小久保丈二
- 防護兵：増田英治
- SP：樅木英介、斎藤あきら
- アナウンサー：阿部渡

スタッフ
- 脚本：中村樹基
- 演出：星護

## 心臓の想い出
キャスト
- 槇原緑：羽田美智子
- 男：沢村一樹
- 船井健：小木茂光
- 伊藤真理子：あめくみちこ
- 佳美の母：大森暁美
- 佳美：住田玲奈
- 山口みつ江：渡辺康子
- 第2執刀医：石橋祐
- 麻酔医：北見誠
- 若い看護婦：湶尚子
- 助手：戸崎二郎
- アパレルメーカースタッフ：相川ヒロコ
- リポーター：我孫子千香
- 警官：山本健翔

スタッフ
- 脚本・演出：落合正幸

## 厭な子供
キャスト
- 高部雄三：小日向文世
- 高部和子：森口瑤子
- 子供：高橋賢人
- 亀井善朗：西田健
- 深谷吾朗：大川浩樹
- 岡本佳枝：永田祐子
- レポーター：栗田真由子

スタッフ
- 脚本：鈴木勝秀
- 演出：佐藤祐市

原作
- 京極夏彦『厭な子供』（祥伝社「さむけ」所収）